# Everybody Wants to Hear It
"Everybody Wants to Hear It" är en sång av Tomas Ledin från 1984. Den gavs ut som singel 1984, mellan skivorna Captured (1983) och En galen kväll (1985). När Captured gavs ut på CD 1992 medföljde låten som bonusspår.
Skivan kom i flera olika versioner med olika låtlistor. Titelspåret finns även med på livealbumet En galen kväll (1985) och Ett samlingsalbum (1990) och nämnda nyutgåva av albumet Captured (1992). På den sistnämnda finns även b-sidan "Move a Little Closer" medtagen. Singeln nådde inga listframgångar.

## Låtlista

### 7" (Sverige)
1. "Everybody Wants to Hear It" – 3:22
2. "Move a Little Closer" – 4:27

### 10" (Sverige)
A
1. "Everybody Wants to Hear It" (Extended Remixed Dancefloor Version) – 5:57

B
1. "Everybody Wants to Hear It" (Single-Mix) – 3:22
2. "Move a Little Closer" – 4:27

### 12" (Spanien)
1. "Everybody Wants to Hear It" – 5:48
2. "Move a Little Closer" – 4:20

### 12" (Sverige)
1. "Don't Touch That Dial" (Remixed Dancemusic Maximix!) – 6:33
2. "Take Care of Your Children" (Remixed Dancemusic Maximix!) – 6:11

### 12" (Tyskland)
1. "Everybody Wants to Hear It" – 5:48
2. "Move a Little Closer" – 4:20

### Fotnoter
1. 1 2  ”Tomas Ledin”. Svensk mediedatabas. Arkiverad från originalet den 25 juli 2014. https://web.archive.org/web/20140725173941/http://smdb.kb.se/catalog/search?q=Tomas+Ledin&x=0&y=0. Läst 15 januari 2013.
2. ↑  ”Everybody Wants to Hear It”. Hitparad. http://swedishcharts.com/showitem.asp?interpret=Tomas+Ledin&titel=Everybody+Wants+To+Hear+It&cat=s. Läst 16 januari 2013.